# Académie militaire nationale d'Afghanistan
L'Académie militaire nationale d'Afghanistan (اکادمی ملی نظامی افغانستان) est une institution académique de l'armée afghane située à Kaboul. Elle est dédiée à instruire les officiers de l'Armée nationale afghane et de l'armée de l'air afghane via un cursus de quatre ans. L'académie a été fondée sur le modèle de l'Académie militaire de West Point aux États-Unis.

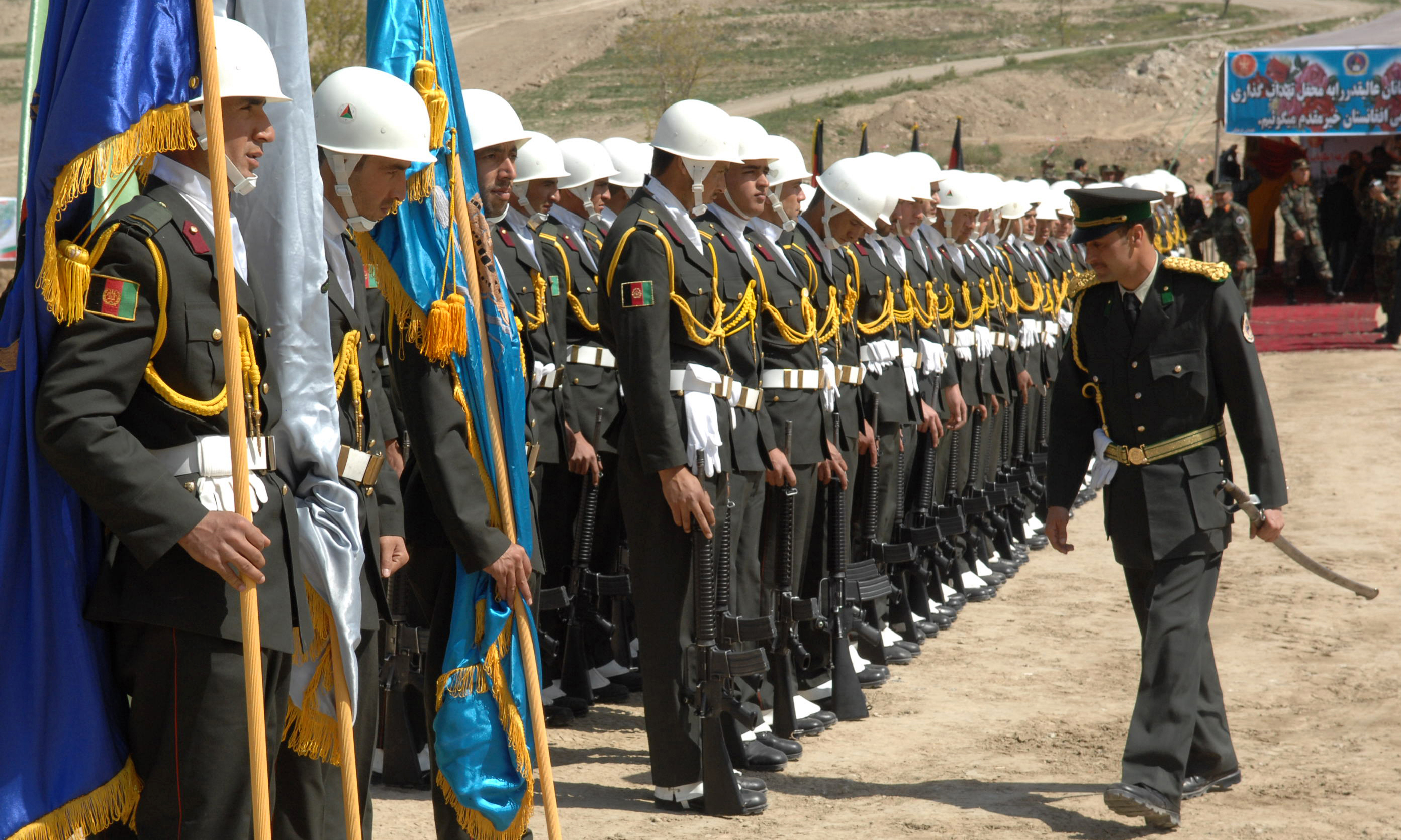
Cadets de Académie militaire nationale d'Afghanistan en 2010.

## Évènements marquants
Le 29 janvier 2018, l'Académie est victime d'une attaque revendiquée par l'Etat Islamique faisant 11 morts.